# Sistema antiaéreo Marksman
El sistema antiaéreo Marksman es un sistema británico de defensa aérea de corto alcance desarrollado por Marconi, que consta de una torreta, un radar Marconi Serie 400 y dos cañones automáticos antiaéreos suizos Oerlikon de 35 mm. Es similar al sistema alemán Gepard en cuanto a las prestaciones del motor, la munición transportada y el alcance efectivo de la misma.
La torreta puede adaptarse a muchos chasis de tanques básicos para crear un cañón antiaéreo autopropulsado. El único operador conocido del sistema hasta la fecha es el Ejército de Finlandia, que encargó 7 unidades en 1990. Las torretas se montaron en chasis de tanques polacos T-55AM. El sistema se conoce como ItPsv 90 en el ejército finlandés (Ilmatorjuntapanssarivaunu 90, tanque antiaéreo 90, siendo el número el año de entrada en servicio del vehículo). Se considera un sistema de artillería antiaérea muy preciso, con un porcentaje de impacto documentado del 52,44%.
En 2010, los sistemas Marksman en servicio en Finlandia fueron destinados a almacenamiento en tiempo de guerra. En 2015 se iniciaron los trabajos para instalar el sistema en el chasis del Leopard 2A4 con el fin de compensar la pérdida de cobertura antiaérea móvil cuando el Marksman fue retirado originalmente. El nuevo Leopard 2 Marksman entró en servicio en 2016.

## Servicio
Finlandia cuenta con siete sistemas antiaéreos ItPsv 90 Marksman, que proporcionan defensa aérea de baja altura a sus batallones de tanques. Los mismos están vinculados orgánicamente a la compañía de comando y forman equipos de dos. Los vehículos tienen capacidad todo tiempo, y también cuentan con una tripulación de apoyo para garantizar la supervivencia en combate. El ItPsv 90 Marksman está destinado principalmente a combatir helicópteros, aviones de bajo vuelo y vehículos aéreos no tripulados (UAV). También puede enfrentarse a objetivos de tierra y blindados.
El chasis del ItPsv 90 Marksman consiste en un tanque polaco T-55AM, que ha sido modificado para adaptar la torreta. Se eligió la versión AM debido al mayor peso del sistema (un T-55AM pesa 36 toneladas, mientras que un T-55AM Marksman pesa 41 toneladas) y el AM tiene más potencia (620 CV) que un T-55 regular. El sistema de armas está guiado por un radar británico de vigilancia y seguimiento de frecuencia ágil en banda X/J de la serie Marconi 400, que es capaz de detectar objetivos hasta 12 km en modo de búsqueda y 10 km en modo de seguimiento. El dispositivo de medición de distancia por láser funciona hasta 8 km. El comandante y el operador del cañón disponen de dispositivos ópticos de puntería giroestabilizados.
El armamento consta de dos cañones antiaéreos suizos Oerlikon de 35 mm, con una cadencia de fuego de 18 disparos por segundo. El proyectil de fragmentación tiene una velocidad de salida de 1.175 m/s. El alcance efectivo es de 4.000 metros. El vehículo también está equipado con ocho lanzadores de humo Wegmann de 76 mm, un fusil de asalto de 7,62 mm y una pistola de bengalas. La torreta puede girar 360 grados y tiene un margen de elevación de -10 a +85 grados. Los cargadores tienen capacidad para 460 cartuchos de fragmentación y 40 cartuchos antitanque.
El nuevo chasis del Leopard 2 mejora enormemente la movilidad en comparación con el antiguo chasis del T-55AM, tanto en carretera como fuera de ella. El chasis del Leopard 2 también es más grande, lo que proporciona una plataforma de tiro más estable para la torreta Marksman.
Hay tres radios de comunicación en el vehículo para la guía de tiro y comunicaciones. El vehículo es operado por tres tripulantes: el comandante, el artillero y el conductor.

## Versiones
- ItPsv 90: una torreta Marksman sobre un chasis de T-55AM. Operado por Finlandia, retirado en 2010.[3][4]
- Leopard 2 Marksman: una torreta Marksman sobre un chasis Leopard 2 A4. Conversión finlandesa a partir del antiguo chasis ItPsv 90.[3][4]

### Propuestas
En 1994, Marconi y el grupo sudafricano Denel anunció planes para instalar una torreta Marksman en un chasis de obús G6; Marconi también ofreció conversiones para los usuarios ya existentes de los tanques T-54/55, Tipo 59, Centurion, M48 Patton, Vickers, Chieftain, Challenger 1 y Leopard 1. Ninguna de estas variantes fue seleccionada para su despliegue.

## Sistemas comparables
- Fliegerabwehrpanzer 68
- K30 Biho
- FNSS ACV-30
- M247 Sergeant York
- Flugabwehrkanonenpanzer Gepard
- PZA Loara
- 9K22 Tunguska
- Cañón antiaéreo autopropulsado Tipo 87
- Cañón antiaéreo autopropulsado Tipo 95
- ZSU-23-4